# Отовица (село)
 Тази статия е за селото.  За реката вижте Отовица (река).  
Отовица или понякога книжовно Хотовица, Хотовища (на македонска литературна норма: Отовица) е село в община Велес, Северна Македония.

## География
Селото се намира в северния дял на общината, близо до изкуственото езеро Младост. Разположено е в равнината на надморска височина от 255 m. От Велес селото е отдалечено на около 8 km. Землището му е 6,3 km2.

## История

### Етимология
Според академик Иван Дуриданов етимологията на името е от първоначалния патроним * Хотовишти < -itji от фамилното име *Хотов, а то от личното име *Хото — основа chot-, присъстваща в композитните чешки лични имена Chotě-bor, Chotě-bud, полското местно име Chociebądz, полабското Chotibanz и други.

## Античност
В местността Отовишко кале, на два километра североизточно от Башино село, се намират останки от крепост, която през римско време е контролирала част от пътя Via Axia. Смята се, че крепост на това място е съществувала още по времето на пеоните.

### В Османската империя
В „Етнография на вилаетите Адрианопол, Монастир и Салоника“, издадена в Константинопол в 1878 година и отразяваща статистиката на населението от 1873 г., Хотовица е посочено като село с 8 домакинства с 10 жители мюсюлмани и 22 българи.
Според статистиката на Васил Кънчов от 1900 година Отовища е населявано от 105 жители българи и 95 турци.
В началото на XX век цялото село е под върховенството на Българската екзархия. По данни на секретаря на екзархията Димитър Мишев в 1905 година в Отовица има 40 българи екзархисти.

### В Сърбия, Югославия и Северна Македония
След Междусъюзническата война в 1913 година селото попада в Сърбия. След Първата световна война в рамките на държавната политика за колонизиране на Вардарска Македония в 1928 година в Отовица са заселени 13 сръбски колонистки семейства.
По време на българското управление във Вардарска Македония в годините на Втората световна война, Панче Христов Сираков от Велес е български кмет на Отовица от 9 септември 1941 година до 11 март 1942 година. След това кметове са Димитър Д. Савов (11 март 1942 - 3 август 1942), Борис Панов Петров от Велес (17 септември 1942 - 12 август 1944) и Владимир Ил. Николчев от Градище (12 август 1944 - 9 септември 1944).
В 1961 година селото има 192 жители, от които 189 македонци и 3 сърби. Според преброяването от 2002 година селото има 274 жители.
| Националност | Всичко |
| македонци    | 266    |
| албанци      | 0      |
| турци        | 0      |
| роми         | 0      |
| власи        | 0      |
| сърби        | 4      |
| бошняци      | 0      |
| други        | 4      |

На 3 юни 2007 година митрополит Агатангел Повардарски осветява темелния камък на църквата „Свети Георги“.